# Pips, Chips & Videoclips
Pips Chips & Videoclips je хрватска поп-рок група из Загреба.

## О бенду
Прва песма бенда била је Крумпира!. Али први медијски пробој постигли су марта 1992. године песмом Динамо ја волим насталом на темељу обраде састава Cockney Rejects You'll Never Walk Alone (химна енглеских фудбалских навијача) и шлагера Попевке сам слагал Влахе Паљетка. На снимању су учестовали басиста Марио Боршчак, бубњар групе Anesthesia Томаш Балаж и хор који су чинили навијачи Динама — Бед блу бојси. Тог пролећа владајући ХДЗ је одлучио да фудбалском клубу Динамо име промени у ХАШК Грађански, што је изазвало бес навијача. Препознавши потенцијал песме, Маринко Божић, власник листа Слободни тједник, и новинар Александар Драгаш покренули су дискографску кућу STV Music и на касети објавили те једине две песме Пипса. 

## Састав бенда
- Дубравко Иваниш — главни вокал
- Иван Божанић — гитара, компјутер
- Крунослав Томашинец (Шинец) — хармоника, гитара
- Марио Боршчак — бас-гитара
- Динко Томаш — гитара
- Иван Левачић — бубњеви
- Здеслав Кларић — клавијатуре

## Дискографија

### Студијски албуми
- Shimpoo Pimpoo (1993)
- Дерњава (1995)
- Fred Astaire (1997)
- Бог (1999)
- Дрвеће и Ријеке (2003)
- Документ (изштекани session) (2005)
- Пјесме за гладијаторе (2007)

### Синглови
- Динамо ја волим / Крумпира! (1992)